# ハリー・キャラハン (架空の人物)

ハリー・キャラハンが描かれたピンボール

“ハリー”ハロルド・フランシス・キャラハン(Harold Francis "Harry" Callahan)は、映画『ダーティハリー』シリーズの主人公である。シリーズを通してクリント・イーストウッドが演じている。アメリカン・フィルム・インスティチュート（AFI）が企画した「AFIアメリカ映画100年シリーズ」では、『アメリカ映画のヒーローベスト50』で第17位、彼のセリフ「Go ahead, Make my day（「さあ、撃たせろ」または「やれよ、楽しませてくれ」）」が『アメリカ映画の名セリフベスト100』で第6位にランク入りしている。

## 人物
1930年サンフランシスコ生まれ。作中で具体的に描写されることは少ないが、気質や風貌、名前からアイルランド系とされる。サンフランシスコ市警察本部捜査課に所属する刑事。階級はInspector（一般には警部、警視、警視長クラスの高級幹部のことだが、ハリーの属するサンフランシスコ市警察本部では、巡査長クラスの刑事の階級・職名。ただし第2作目と、第4作目で吹き替えでは警部と呼ばれている。一般のDetectiveにあたる。アメリカ合衆国の警察#階級）。バッジナンバー2211（身分証番号も同じ）。普通は他人が嫌がる汚れ仕事ばかりしているので仲間内から「ダーティハリー（汚れ屋ハリー）」とあだ名されている。第2作目（1973年）の時点で新顔としてサンフランシスコ市警本部にやってきてから勤続10年。
捜査の手段を選ぶ事は無く、時に暴力に訴える場合もある。法律が完全ではないため、自身が望む捜査が行えない事や犯罪者が野放しにされる状況を歯痒く思う事はあるが、法律を守る主義であり、逸脱や過激な行動は自らが（辞職などによって）責任を負う覚悟の上である。犯罪者の射殺を躊躇はしないのも、あくまで捜査上の行動に限った話で、撃たれる前に撃ったことはない。したがって正体を隠しての私刑や暗殺などに対しては断固反対であり、シリーズ第2作で警察内の秘密処刑集団に勧誘された際には、激しい怒りを見せてこれを拒絶している。
犯罪被害者の立場を尊重する傾向が強く、シリーズ第4作のラストではその心情と上記の信念が微妙なバランスを見せ、それまでにない判断で事件を決着させた。犯罪者も舌を巻く抜け目のなさを持ち、社会のありようそのものに深い絶望を見せながら、警察官であり続ける理由は「言っても信じないだろ」と明かさない。
皮肉屋で、人間嫌いのひねくれ者を装っており、特に新米の同僚、マスコミ関係者に厳しい態度を取って見せる。が、一旦相手を認めれば信義に厚く、優しい面を見せることもある。一方で上司、上役など上の人間にとっては極めて扱いにくい人間であり、市長ほどの権力者に対しても、決して主張を曲げない意地の持ち主である。
劇中で相棒となったのは名前だけ語られた人物も含めるとビートジック、パンドゥーシ、チコ・ゴンザレス、アーリー・スミス、フランク・ディジョージオ、ケイト・ムーア、アル・クワンの七名。しかしパンドゥーシ、アーリー、フランク、ケイトの四名は殉職、ビートジックは負傷して入院、チコはハリーをかばって重傷を負って引退、生き延びて刑事を続けているのが確認できるのはアル一人のみである。そのため市警本部では「何日ハリーの相棒を続けられるか」で博打が行われているほど。
劇中では独身。妻を「夜遅く車を運転していたら酔っぱらい運転が突っ込んできた。妻には何の落ち度も無かった」事故で亡くしており、映画では私室ベッド脇の写真やハリーの台詞でわずかに触れられる程度。シリーズ第3作で自身の結婚について問われた際、「まともな女はみんな逃げ出してるよ」と自虐的な言い回しで否定しているが、複数の女性と関係を持っている。子供相手には笑顔を見せることもある。
射撃、特に拳銃を使ったコンバットシューティング（実戦射撃）には超一流の腕を誇っており、市警の射撃コンテストでは長年チャンピオンの座を維持した。他にも疾走するバスの屋根に陸橋から飛び乗る運動神経、自分より若手の刑事に負けない体力の持ち主。格闘技にも長けており、取っ組み合いになっても殴り勝っている。
煙草は吸わず、酒はビールのみ（これはハリー・キャラハンを演じるクリント・イーストウッド本人に共通する）。朝は行きつけのダイナーでドーナツとブラックコーヒー。昼と夜は「ジャフィーの店」（Jaffy's）でホットドッグを食することが多い。
服装はツイードジャケットにパイプド・ステム（細身）のウールスラックス、プレーントウ（爪先が丸く平らで飾りがない）の革靴という制作当時の1970年代に流行していたアメリカン・トラディショナルで統一している。第1作目で着用していたサングラスはレイバンの『Balorama』というモデル。
キャラクター創造はハリー・フィンク、リタ・フィンク夫妻による合作。また「ダーティハリー」の元になったゾディアック事件を担当したサンフランシスコ市警察のInspector、デビッド・トスキ捜査主任（en:Dave Toschi）が実在する。

## 使用武器
スミス&ウェッソンM29「44マグナム」6.5インチ銃身長のブラックモデルを愛用。1970年代当時のS&W社の最高級モデル。口径.44S&Wマグナム、6連発。
シリーズ第1作での「これは世界一強力な拳銃だ」の台詞が有名。シリーズ第2作では「弾薬はライトロードスペシャルを使っているから、.357マグナムより扱い易い」と火薬の量を減らした特別装薬弾を使用している旨の台詞がある。またシリーズ第3作では「貫通力を高めるために使用している」。と劇中で語っているため、弾薬を2回変更している模様。
シリーズ第2作では犯人の乗った車と共に爆発し、シリーズ第4作では暴漢に襲われた時に海に落としている。その後、シリーズ第5作では再度M29を使用。つまり買い替えており、M29は3代目という事になる。ただし、第4作の終盤は.44オートマグを使用している。これは、かつてその妻の命を助けた鉄砲鍛冶から贈られた特注品で、市販モデルより銃身が1インチ長く、シルバーモデルで表面が磨き仕上げになっている。
第1作目では、世界一強力な銃であるとセリフがあり、第2作目では冒頭に最高のパワーを持ったピストルと紹介されている。第3作目以降では強力な銃というセリフは影を潜める。第3作目では、相棒のムーア刑事に『なぜ大口径をもつの?』を尋ねられ「狙った獲物を逃したくないから」と語り357マグナムや38口径よりこの町に向いているとも言っている。第4作目以降は威力については触れられなくなっている。同作ではギャング組織の車で襲撃を受けた際、44マグナムで反撃するものの防弾ガラスに阻まれ窮地に追い込まれる。結果的にこれがオートマグ登場の伏線になった。同作では上記にあるようにM29を紛失し、クライマックスでは44オートマグに譲っている。第5作目では銃の威力については全く触れられていない。
ちなみに、ラストで使用する武器は序盤から中盤に掛けて一度使用するという法則が第3作以降は踏襲されている。実際、第3作では中盤に登場したM72 LAWが、第4作は射撃練習中に登場した44オートマグ、第5作では中盤に一度使われた捕鯨銃で犯人を仕留めている。
さらに、各シリーズ終盤での犯人との戦いや劇中のストーリーに付随する犯人を追いつめるガンビット等で、追跡でどのくらい発砲したかという「残弾」が焦点となっていることが多い。これは全シリーズに共通して見られる演出である。犯人に奪われて発砲させるケースやハリー自らが発砲するパターンも含まれる。それゆえ「発砲数」と「残弾」が合致した結果を迎え、論理的な演出がなされていることが窺える。

## 参考資料
- ダーティハリー5・映画パンフレット